# 크리스티 크래드딕
크리스티 크래드딕(영어: Christi Leigh Craddick, 1970년 7월 1일 ~ )은 텍사스 철도위원회의 3명의 위원들 중 한 명이다.

## 배경
크리스티의 아버지는 주 하원의원인 톰 크래드딕이다.